# Mychajło Kusznir
Mychajło Mychajłowycz Kusznir (ukr. Михайло Михайлович Кушнір, ur. 8 października 1967) – radziecki, a potem ukraiński zapaśnik walczący w stylu wolnym
Brązowy medalista mistrzostw świata w 1986; szósty w 1993. Wicemistrz Europy w 1989; trzeci w 1993. Mistrz Europy młodzieży w 1986. Trzeci na mistrzostwach ZSRR w 1986, 1987, 1998 i 1990 roku.